# Pure (zespół muzyczny)
Pure – kanadyjski zespół indie rockowy założony w Vancouver w 1991 roku. Mieli podpisany kontrakt z wytwórnią Reprise Records. Ich piosenka "Greedy" została umieszczona na ścieżce dźwiękowej do filmu Wspaniały świat, a także zajęła 22 miejsce na liście Billboard Modern Rock Charts. W podstawowym składzie znajdowali się wokalista Jordy Birch, gitarzysta Todd Simko, basista Dave Hadley i perkusista Leigh Grant.

## Dyskografia
- 1992:  Greed (Reprise, 1992) - EP
- 1993:  Pureafunalia (Reprise, 1992)
- 1994:  Generation 6-Pack (Reprise, 1994)
- 1996:  Generation Six-Pack (Mammoth, 1996)
- 1998:  Feverish (Mammoth, 1998)